# 互質因子算法
互質因子算法（Prime-factor FFT algorithm, PFA），又稱為Good-Thomas算法
，是一種快速傅立葉變換（FFT），把N = N1N2大小的離散傅立葉變換重新表示為N1 * N2大小的二維離散傅立葉變換，其中N1與N2需互質。變成N1和N2大小的傅立葉變換後，可以繼續遞迴使用PFA，或用其他快速傅立葉變換算法來計算。
較流行的Cooley-Tukey算法經由mixed-radix一般化後，也是把N = N1N2大小的離散傅立葉變換分割為N1和N2大小的轉換，但和互質因子算法 (PFA)作法並不相同，不應混淆。Cooley-Tukey算法的N1與N2不需互質，可以是任何整數。然而有個缺點是比PFA多出一些乘法，和單位根twiddle factors相乘。相對的，PFA的缺點則是N1與N2需互質 (例如N 是2次方就不適用)，而且要藉由中國剩餘定理來進行較複雜的re-indexing。互質因子算法 (PFA)可以和mixed-radix Cooley-Tukey算法相結合，前者將N 分解為互質的因數，後者則用在重複質因數上。
PFA也與nested Winograd FFT算法密切相關，後者使用更為精巧的二維摺積技巧分解成N1 * N2的轉換。因而一些較古老的論文把Winograd算法稱為PFA FFT。
儘管PFA和Cooley-Tukey算法並不相同，但有趣的是Cooley和Tukey在他們1965年發表的有名的論文中，沒有發覺到高斯和其他人更早的研究，只引用Good在1958年發表的PFA作為前人的FFT結果。剛開始的時候人們對這兩種作法是否不同有點困惑。

## 算法
離散傅立葉變換（DFT）的定義如下:
{\displaystyle X_{k}=\sum _{n=0}^{N-1}x_{n}e^{-{\frac {2\pi i}{N}}nk}\qquad k=0,\dots ,N-1}
PFA將輸入和輸出re-indexing，代入DFT公式後轉換成二維DFT。

### Re-indexing
設N = N1N2，N1與N2兩者互質，然後把輸入n  和輸出k 一一對應到
{\displaystyle n=n_{1}N_{2}+n_{2}N_{1}\mod N}
因N1與N2 互質，故根據最大公因數表現定理，對每個n 都存在滿足上式的整數n1與n2，且在同餘N 之下n1可以調整至0～N1 –1之間，n2可以調整至0～N2 –1之間。並根據同餘理論易知滿足上式且在以上範圍內的整數n1與n2是唯一的。這稱為Ruritanian 映射 (或Good's 映射)，
{\displaystyle k=k_{1}\mod N_{1}}
{\displaystyle k=k_{2}\mod N_{2}}
舉例來說: 
如果{\displaystyle N=15,N_{1}=5,N_{2}=3,n=0,1,2,...,12,13,14,}對於任一 {\displaystyle n} 都可以對應到
{\displaystyle n=n_{1}N_{2}+n_{2}N_{1}\mod N,n_{1}=0,1,...,N_{1}-1,n_{2}=0,1,...,N_{2}-1}
{\displaystyle 0=0\centerdot N_{2}+0\centerdot N_{1}\mod 15}
{\displaystyle 1=2\centerdot N_{2}+2\centerdot N_{1}\mod 15}
{\displaystyle 2=4\centerdot N_{2}+1\centerdot N_{1}\mod 15}
{\displaystyle 3=1\centerdot N_{2}+0\centerdot N_{1}\mod 15}
{\displaystyle 4=3\centerdot N_{2}+2\centerdot N_{1}\mod 15}
{\displaystyle 5=0\centerdot N_{2}+1\centerdot N_{1}\mod 15}
{\displaystyle 6=2\centerdot N_{2}+0\centerdot N_{1}\mod 15}
{\displaystyle 7=4\centerdot N_{2}+2\centerdot N_{1}\mod 15}
{\displaystyle 8=1\centerdot N_{2}+1\centerdot N_{1}\mod 15}
{\displaystyle 9=3\centerdot N_{2}+0\centerdot N_{1}\mod 15}
{\displaystyle 10=0\centerdot N_{2}+2\centerdot N_{1}\mod 15}
{\displaystyle 11=2\centerdot N_{2}+1\centerdot N_{1}\mod 15}
{\displaystyle 12=4\centerdot N_{2}+0\centerdot N_{1}\mod 15}
{\displaystyle 13=1\centerdot N_{2}+2\centerdot N_{1}\mod 15}
{\displaystyle 14=3\centerdot N_{2}+1\centerdot N_{1}\mod 15}
因N1與N2 互質，故根據中國剩餘定理，對於每組 ( k1 , k2 ) (其中k1在0～N1 – 1之間, k2在0～N2 – 1之間)，都有存在且唯一的k 在0～N - 1之間且滿足上兩式。這稱為 CRT 映射。
 CRT 映射的另一種表示法如下
{\displaystyle k=k_{1}N_{2}^{-1}N_{2}+k_{2}N_{1}^{-1}N_{1}\mod N}
其中N1-1表示N1在模N2之下的反元素，N2-1反之。
( 也可以改成對輸入n 用 CRT 映射以及對輸出k 用Ruritanian 映射)
對於有效re-indexing (理想上是達到原地)的方法有許多研究，以減少耗費時間的模運算。

### DFT re-expression
表示方法一:
將以上的re-indexing代入DFT公式裡指數部分的nk 之中，
{\displaystyle e^{-{\frac {2\pi i}{N}}nk}=e^{-{\frac {2\pi i}{N}}(n_{1}N_{2}+n_{2}N_{1})k}=e^{-{\frac {2\pi i}{N_{1}}}kn_{1}}e^{-{\frac {2\pi i}{N_{2}}}kn_{2}}=e^{-{\frac {2\pi i}{N_{1}}}k_{1}n_{1}}e^{-{\frac {2\pi i}{N_{2}}}k_{2}n_{2}}}
( 因為e2πi = 1，所以兩個指數的k 部份可以分別模N1與N2 )。剩下的部分變成
{\displaystyle X_{k_{1},k_{2}}=\sum _{n_{1}=0}^{N_{1}-1}\left(\sum _{n_{2}=0}^{N_{2}-1}x_{n_{1}N_{2}+n_{2}N_{1}}e^{-{\frac {2\pi i}{N_{2}}}n_{2}k_{2}}\right)e^{-{\frac {2\pi i}{N_{1}}}n_{1}k_{1}}.}
則內部和外部的總和分別轉換成大小為N2與N1的DFT。
表示方法二:
如果令 {\displaystyle k=k_{1}N_{2}+k_{2}N_{1}\quad for\quad k=0,1,...,N-1,}
令 {\displaystyle n=((n_{1}N_{2}+n_{2}N_{1}))_{N}}，{\displaystyle (\cdot )_{N}}相當於取 {\displaystyle N}的餘數，{\displaystyle n_{1}=0,\dots ,N_{1}-1}, {\displaystyle n_{2}=0,\dots ,N_{2}-1}
{\displaystyle X[((k_{1}N_{2}+k_{2}N_{1}))_{N}]=\sum _{n=0}^{N-1}x[((n_{1}N_{2}+n_{2}N_{1}))_{N}]e^{-j{\frac {2\pi }{N_{2}N_{1}}}(k_{1}N_{2}+k_{2}N_{1})(n_{1}N_{2}+n_{2}N_{1})}}
{\displaystyle =\sum _{n=0}^{N-1}x[((n_{1}N_{2}+n_{2}N_{1}))_{N}]e^{-j{\frac {2\pi }{N_{2}N_{1}}}(k_{1}n_{1}N_{2}N_{2}+k_{2}n_{2}N_{1}N_{1}+k_{1}n_{2}N_{2}N_{1}+k_{2}n_{1}N_{1}N_{2})}}
{\displaystyle =\sum _{n=0}^{N-1}x[((n_{1}N_{2}+n_{2}N_{1}))_{N}]e^{-j{\frac {2\pi }{N_{1}}}(k_{1}n_{1}N_{2})}e^{-j{\frac {2\pi }{N_{2}}}(k_{2}n_{2}N_{1})}}
{\displaystyle =\sum _{n_{2}=0}^{N_{2}-1}\{\sum _{n_{1}=0}^{N_{1}-1}x[((n_{1}N_{2}+n_{2}N_{1}))_{N}]e^{-j{\frac {2\pi }{N_{1}}}(k_{1}n_{1}N_{2})}\}e^{-j{\frac {2\pi }{N_{2}}}(k_{2}n_{2}N_{1})}.}
對於每一個 {\displaystyle n_{2}} 都要做一個 {\displaystyle N_{1}} 點的 {\displaystyle DFT}，而因為 {\displaystyle n_{2}=0,\dots ,N_{2}-1}有 {\displaystyle N_{2}}個，所以需要 {\displaystyle N_{2}} 個 {\displaystyle N_{1}} 點 {\displaystyle DFT},
對於每一組{\displaystyle ((k_{1}N_{2}))_{N_{1}}}都要做一個 {\displaystyle N_{2}} 點的 {\displaystyle DFT}，而因為 {\displaystyle N_{2}}為常數，{\displaystyle k_{1}=0,\dots ,N_{1}-1}有 {\displaystyle N_{1}} 個，所以需要 {\displaystyle N_{1}} 個 {\displaystyle N_{2}} 點 {\displaystyle DFT}，
因此如果要計算複雜度，可以乘法器的數量當作考量,
假設{\displaystyle N_{1}} 點的 {\displaystyle DFT} 需要 {\displaystyle M_{1}}個乘法器,
假設{\displaystyle N_{2}} 點的 {\displaystyle DFT} 需要 {\displaystyle M_{2}}個乘法器,
則總共需要 {\displaystyle N_{2}M_{1}+N_{1}M_{2}}個乘法器。

### 範例
以N = 6為例，有兩種可能，N1 = 2, N2 = 3或N1 = 3, N2 = 2。

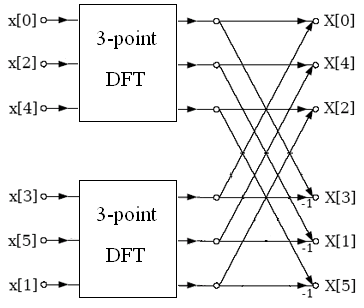
N_{1} = 2, N_{2} = 3

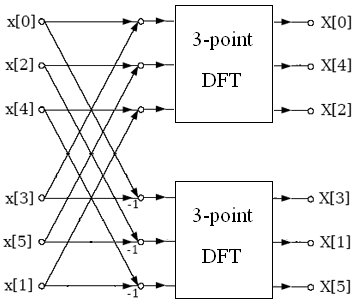
N_{1} = 3, N_{2} = 2

第一種情形所產生的流程圖如左圖所示。先做2次3點DFT後再做3次2點DFT。
第二種情形所產生的流程圖如右圖所示。先做3次2點DFT後再做2次3點DFT。
其中2點DFT的部份因構造單純，皆以交錯的蝴蝶圖來顯示。
可以看出即使在這個簡單的例子中，輸入和輸出的index也都經過有點複雜的重新排列。

## 與Cooley-Tukey算法的比較
如首段所述，Cooley-Tukey算法和互質因子算法 (PFA)曾被誤認為很類似。兩者皆有各自優點可適用於不同狀況，因此分辨它們的不同是很重要的。在1965年著名的論文中發表的Cooley-Tukey算法，是在DFT的定義
{\displaystyle X_{k}=\sum _{n=0}^{N-1}x_{n}e^{-{\frac {2\pi i}{N}}nk}\qquad k=0,\dots ,N-1}
中代入n = n1 + n2N1 , k = k1N2 + k2，則
{\displaystyle e^{-{\frac {2\pi i}{N}}nk}=e^{-{\frac {2\pi i}{N}}(n_{1}+n_{2}N_{1})(k_{1}N_{2}+k_{2})}=e^{-{\frac {2\pi i}{N_{1}}}n_{1}k_{1}}e^{-{\frac {2\pi i}{N}}n_{1}k_{2}}e^{-{\frac {2\pi i}{N_{2}}}n_{2}k_{2}}}
{\displaystyle X_{k_{1}N_{2}+k_{2}}=\sum _{n_{1}=0}^{N_{1}-1}\left(\sum _{n_{2}=0}^{N_{2}-1}x_{n_{1}+n_{2}N_{1}}e^{-{\frac {2\pi i}{N_{2}}}n_{2}k_{2}}\right)e^{-{\frac {2\pi i}{N}}n_{1}k_{2}}e^{-{\frac {2\pi i}{N_{1}}}n_{1}k_{1}}}
比PFA多了一些要乘的因子{\displaystyle e^{-{\frac {2\pi i}{N}}n_{1}k_{2}}} (稱為twiddle factors )，但index較為簡單，且適用於任何N1、N2。在J. Cooley稍後發表的關於FFT歷史探討的論文中使用N = 24點FFT為例，顯示兩種作法在index結構上的不同。

## N1 與 N2 不互質情況
{\displaystyle N=N_{1}*N_{2}}，若{\displaystyle N_{1}} 與 {\displaystyle N_{2}} 並不互質，仍可透過拆解得到運算所需的乘法數量。
離散傅立葉變換（DFT）的定義如下:
{\displaystyle F[m]=\sum _{n=0}^{N-1}f[n]e^{-{\frac {2\pi i}{N}}mn}\qquad m,n=0,\dots ,N-1}
可以拆解成{\displaystyle N_{2}} 個 {\displaystyle N_{1}-point} DFTs 和 {\displaystyle N_{1}} 個 {\displaystyle N_{2}-point} {\displaystyle DFT_{s}}，以及twiddle factor。

### 算法
令 {\displaystyle n=n_{1}N_{1}+n_{2}}，{\displaystyle m=m_{1}+m_{2}N_{2}}。 {\displaystyle n_{1},m_{1}=0,1,2,....,N_{2}-1},    {\displaystyle n_{2},m_{2}=0,1,2,....,N_{1}-1}
可得出下列式子
{\displaystyle F[m_{1}+m_{2}N_{2}]=\sum _{n=0}^{N-1}f[n_{1}N_{1}+n_{2}]e^{-{\frac {2\pi i}{N}}(m_{1}+m_{2}N_{2})(n_{1}N_{1}+n_{2})}\qquad }
{\displaystyle \qquad \qquad \qquad \ \ =\sum _{n=0}^{N-1}f[n_{1}N_{1}+n_{2}]e^{-{\frac {2\pi i}{N_{1}N_{2}}}(m_{1}n_{1}N_{1}+m_{1}n_{2}+m_{2}n_{1}N_{1}N_{2}+m_{2}n_{2}N_{2})}}
{\displaystyle \qquad \qquad \qquad \ \ =\sum _{n=0}^{N-1}f[n_{1}N_{1}+n_{2}]e^{-{\frac {2\pi i}{N_{2}}}(m_{1}n_{1})}e^{-{\frac {2\pi i}{N_{1}}}(m_{2}n_{2})}e^{-{\frac {2\pi i}{N_{1}N_{2}}}(m_{1}n_{2})}}
{\displaystyle \qquad \qquad \qquad \ \ =\sum _{n_{2}=0}^{P_{1}-1}{\Bigl (}\sum _{n_{1}=0}^{N_{2}-1}f[n_{1}N_{1}+n_{2}]e^{-{\frac {2\pi i}{N_{2}}}(m_{1}n_{1})}{\Bigr )}e^{-{\frac {2\pi i}{N_{1}}}(m_{2}n_{2})}e^{-{\frac {2\pi i}{N_{1}N_{2}}}(m_{1}n_{2})}}
上述的 {\displaystyle e^{-{\frac {2\pi i}{N_{1}N_{2}}}(m_{1}n_{2})}} 被稱為twiddle factor，需要額外的乘法去做運算。
由於{\displaystyle n_{1},m_{1}=0,1,2,....,N_{2}-1},    {\displaystyle n_{2},m_{2}=0,1,2,....,N_{1}-1}
twiddle factors的數量為 {\displaystyle N=N_{1}*N_{2}}，移去 {\displaystyle m_{1}=0} 以及 {\displaystyle n_{2}=0} 的情況，至多需要 {\displaystyle (N_{1}-1)*(N_{2}-1)}個twiddle factors。

### 分階段解析

#### Step1
令 {\displaystyle g[n_{1},n_{2}]=f[n_{1}N_{1}+n_{2}]}

#### Step2
固定 {\displaystyle n_{2}}，對 {\displaystyle n_{1}} 做 {\displaystyle N_{2}-point} {\displaystyle DFT}。
{\displaystyle G_{1}[m_{1},n_{2}]=\sum _{n_{1}=0}^{N_{2}-1}g[n_{1},n_{2}]e^{-{\frac {2\pi i}{N_{2}}}(m_{1}n_{1})}}
由於{\displaystyle n_{2}=0,1,2,....,N_{1}-1}，所以有 {\displaystyle N_{1}} 個 {\displaystyle N_{2}-point} {\displaystyle DFT_{s}}

#### Step3
{\displaystyle G_{2}[m_{1},n_{2}]=G_{1}[m_{1},n_{2}]e^{-{\frac {2\pi i}{N_{1}N_{2}}}(m_{1}n_{2})}} (twiddle factors)

#### Step4
固定 {\displaystyle n_{2}}，對 {\displaystyle n_{2}} 做 {\displaystyle N_{1}-point} {\displaystyle DFT}。
{\displaystyle G_{3}[m_{1},m_{2}]=\sum _{n_{2}=0}^{N_{1}-1}g[m_{1},n_{2}]e^{-{\frac {2\pi i}{N_{1}}}(m_{2}n_{2})}}
由於{\displaystyle m_{1}=0,1,2,....,N_{2}-1}，所以有 {\displaystyle N_{2}} 個 {\displaystyle N_{1}-point} {\displaystyle DFT_{s}}

#### Step5
{\displaystyle F[m_{1}+m_{2}N_{2}]=G_{3}[m_{1},m_{2}]}

### 實際乘法量計算
{\displaystyle N=N_{1}*N_{2}}
假設 {\displaystyle N_{1}-point} DFT 的乘法量為 {\displaystyle B_{1}}， {\displaystyle N_{2}-point} {\displaystyle DFT} 的乘法量為 {\displaystyle B_{2}}
且 {\displaystyle m_{1}n_{2}} 中，
有 {\displaystyle D_{1}} 個值不為 {\displaystyle N/12} 以及 {\displaystyle N/8} 的倍數
有 {\displaystyle D_{2}} 個值為 {\displaystyle N/12} 或 {\displaystyle N/8} 的倍數，但不為 {\displaystyle N/4} 的倍數
則 {\displaystyle N-point} {\displaystyle DFT} 的乘法量數量為 {\displaystyle N_{2}B_{1}+N_{1}B_{2}+3D_{1}+2D_{2}} 個。

#### 補充說明
{\displaystyle a}為一複數，則 {\displaystyle a*e^{i\theta }} 一般需要 3個乘法，但若 {\displaystyle \theta } = {\displaystyle \pi /4} 或 {\displaystyle \theta } = {\displaystyle \pi /3} 則只需要2個乘法。

#### 簡單範例
{\displaystyle 16-point} {\displaystyle DFT}, {\displaystyle 16=4*4}
{\displaystyle 4-point} needs {\displaystyle 0\ MUL_{s}}
{\displaystyle m_{1}n_{2}} = {\displaystyle 0,0,0,0,0,1,2,3,0,2,4,6,0,3,6,9}
{\displaystyle D_{1}} = 4 (1, 3, 3, 9), {\displaystyle D_{2}} = 4 (2, 2, 6, 6)
總計需要 {\displaystyle 4*0+4*0+3*4+2*4=20MUL_{s}}

## 外部連結
- fft note by Burrus（页面存档备份，存于）
- cnx（页面存档备份，存于）